# ديسيبل
ديسيبل (وأحيانا ديسيبل وات) (بالإنجليزية: Decibel dB) هي وحدة لوغاريتمية تعطي النسبة بين كميتين فيزيائيتين، مثل القدرة أو الشدة وذلك بالنسبة إلى قيمة عيارية. يستخدم في الصوت وفي الإلكترونيات. تعني هذه الوحدة اللوغاريتمية أنه إذا زادت القدرة أو الشدة إلى الضعف، يزداد الديسيبل بمقدار 3 dB.
1 ديسيبل = 1/10 bel
أي أن وحدة بل  أكبر من الديسيبل عشرة مرات، ووحدة «بل» هي وحدة نادرة الاستخدام ويستخدم الديسيبل، وقد أخذت لتكريم العالم الأمريكي ألكسندر غراهام بيل علي إنجازاته العلمية.
تستخدم وحدة الديسيبل في القياسات العلمية والهندسية، وبصفة خاصة في علم الصوت والإلكترونيات. في الإلكترونيات يعطي الديسيبل الكسب في تضخيم الإشارات amplification، وفي توهين الإشارات attenuation، وفي تعيين نسبة الإشارة إلى الضوضاء. وقد ابتكرت وحدة الديسبل (اللوغاريتمية) لأن في استطاعتها المقارنة بين أعداد كبيرة جدا وأعداد صغيرة جدا. وكذلك قدرتها على حساب جداء النسب بواسطة عملية جمع بسيطة.
إن ديسيبل (ديسيبل) هو وحدة، تستخدم لقياس النسبة بين قيمتين، مثل نسبة الإشارة إلى الضجيج في الإلكترونيات، وفي علم الصوت النسبة بين شدتين للصوت. في الصوت: إذا زاد الديسيبل بمقدار 10 فهذا معناه أن شدة الصوت تتضاعف.

## تعريف
1 ديسيبل يعادل 1/10 بل
أي 1B = 10dB.
ويمثل «بل» النسبة بين «كميتين قدريتين» 10:1، أو النسبة بين «كميتين مجاليتين» 10:1√.
طبقا لتعريف أيزو [ISO/IEC_80000|80000-1:2009] نفرق بين «كمية مجال» و«كمية قدرة»:
كمية مجال  field quantity: مثل الجهد الكهربائي، والتيار الكهربائي، وضغط الصوت، والمجال الكهربائي، وكثافة الشحنة، وتتناسب مربعاتها تناسبا طرديا مع القدرة power (أو شدة الصوت).
كمية قدرة power quantity: وهي القدرة بذاتها. من أمثلتها كثافة الطاقة، شدة الصوت، وشدة الضوء.
توضيح: القدرة في الكهرباء هي حاصل ضرب الجهد في التيار (كلا منهما كمية مجالية)، لهذا يختلف ديسيبل الجهد وديسيبل التيار عن ديسيبل القدرة.
وعند حساب النسبة بالديسيبل يجب مراعاة إن كنا نحسبها ككمية مجال أم كمية قدرة. ويبين الجدول أعلاه الفرق بين «القدرة» وما ينتمي إليه من مطال، حيث أن القدرة تتناسب مع مربع المطال.

## كمية قدرة وكمية مجالية

شكل 3: تغير الجهد المتردد u والتيار i والقدرة مع الزمن عند مرورهم خلال مقاومة. القدرة P هي حاصل ضرب الجهد في التيار.

### كمية القدرة
في الفيزياء يمكن التعبير عن النسبة بين قدرتين power (أو النسبة بين شدتين intensity) بواسطة الديسيبل dB، والديسيبل مقداره 10/1 بل Bel. ويستخدم لذلك اللوغاريتم العشري للمقارنة بين قدرة نقوم بقياسها إلى قدرة عيارية.
إذن، يمكن التعبير عن النسبة بين قدرة معينة P1 إلى قيمة قدرة آخرى P0 بواسطة الديسيبل LdB , ومعادلته:
{\displaystyle L_{\mathrm {dB} }=10\log _{10}{\bigg (}{\frac {P_{1}}{P_{0}}}{\bigg )}\,}
إذن، أساس اللوغاريتم العشري للنسبة بين قدرتين تعطي عدد الـ bels، وضربها في 10 يعطي قيمة LdB بالديسيبل.
بالطبع يجب عند أخذ النسبة بين كميتين مثل P1 و P0 لا بد وأن تكونا متجانستين، أي لهما نفس الوحدة، مثل واط/واط.
فإذا كانت P1 = P0 في المعادلة السابقة فتكون LdB = 0.
وإذا كانت P1 أكبر من P0 فستكون LdB موجبة; وإذا كانت P1 أقل من P0 فستكون LdB سالبة.
بتعديل المعادلة يمكن الوصول إلى الصيغة التالية للقيمة P1:
{\displaystyle P_{1}=10^{\frac {L_{\mathrm {dB} }}{10}}P_{0}\,}.
من المعادلة (1) أعلاه إذا حدث تغير في القدرة بمقدار 10 أضعاف تغير الديسيبل بمقدار 10 ديسيبل. وإذا زادت القدرة إلى الضعف يزيد مستوى الديسيبل بمقدار نحو 3 ديسيبل.

### كمية مجالية
معظم حسابات القدرة تقوم على حساب «مربع» المطال. فإذا أردنا مقارنة كميتين مجاليتان مثل مقارنة المطالين
A1 و A0 (مثل مطال موجة تيار متردد، سواء مطال الجهد الكهربائي أو مطال التيار الكهربائي) فإن صيغة الديسيبل تختلف، وتصبح كالآتي:
{\displaystyle L_{\mathrm {dB} }=10\log _{10}{\bigg (}{\frac {A_{1}^{2}}{A_{0}^{2}}}{\bigg )}=20\log _{10}{\bigg (}{\frac {A_{1}}{A_{0}}}{\bigg )}.\,}
ويمكن تعديل المعادلة لتصبح:
{\displaystyle A_{1}=10^{\frac {L_{\mathrm {dB} }}{20}}A_{0}\,}
نواجه تلك المسائل في الهندسة الكهربائية وحسابات الترانزستورات، حيث تكون القدرة الناتجة هي مربع الجهد الكهربائي أو مربع التيار الكهربائي عندما تكون المعاوقة ثابتة. فإذا أخذنا الجهد الكهربائي كمثال نحصل على المعادلة:
{\displaystyle G_{\mathrm {dB} }=20\log _{10}\left({\frac {V_{1}}{V_{0}}}\right)\quad \mathrm {\quad } }
حيث: V1 الجهد المقاس، و V0 الجهد المرجعي،
و GdB هو الكسب الكهربائي محسوبا بالديسيبل.
أي أن تغير في الجهد مقداره 10 أضعاف يعادل تغير في القدرة مقدارة 100 ضعف، بالتالي يكون التغير 20 ديسيبل. أو إذا حدث تغير في الجهد مقداره الضعف فإن التغير يكون مقداره 6 dB.
ويمكن الحصول على معادلة مماثلة لحساب النسبة بين تيارين كهربائيين.
وطبقا للنظام العياري الدولي أيزو (ISO/IE 80000|80000-1:2009) يستخدم «الجذر التربيعي لكمية القدرة» للتعبير عن كمية مجالية field quantity. وتعريف «كمية مجالية» أتت من هذا النظام العياري الدولي.
في الهندسة الكهربائية تتكون مضخمات إلكترونية لتكبير الإشارات من دوائر كهربائية على عدة مراحل، وبغرض حساب التضخيم النهائي لمضخم معقد يكون استخدام الديسيبل أسهل من استخدام الطرق المعتادة لحساب التضخيم النهائي، حيث أن التضخيم النهائي هو حاصل جمع ديسيبلات المراحل المختلفة.

### أمثلة
يلاحظ أن النسبة تؤخذ بين كميتين متجانستين، وعادة نميز الخاصة التي نحن بصددها، مثل
"dBW" تستخدم لتمييز تعاملنا مع القدرة واط ورمز الواط W، وكذلك بالنسبة إلى "dBm" فهو يعبر عن مللي واط ورمزه بالإنجليزية mW.
- لحساب 1000 واط (أي 1 كيلوواط) بالنسبة لـ 1 واط بالديسيبل، نستخدم المعادلة:

{\displaystyle G_{\mathrm {dB} }=10\log _{10}{\bigg (}{\frac {1000~\mathrm {W} }{1~\mathrm {W} }}{\bigg )}\equiv 30~\mathrm {dB} \,}
- ولحساب النسبة بين {\displaystyle {\sqrt {1000}}~\mathrm {V} \approx 31.62~\mathrm {V} } إلى {\displaystyle 1~\mathrm {V} } بالديسيبل نستخدم المعادلة:

{\displaystyle G_{\mathrm {dB} }=20\log _{10}{\bigg (}{\frac {31.62~\mathrm {V} }{1~\mathrm {V} }}{\bigg )}\equiv 30~\mathrm {dB} \,}
يلاحظ ان {\displaystyle ({31.62\,\mathrm {V} }/{1\,\mathrm {V} })^{2}\approx {1\,\mathrm {kW} }/{1\,\mathrm {W} }}, مما يوضح النتيجة أن الكسب الكهربائي {\displaystyle G_{\mathrm {dB} }} له نفس القيمة، {\displaystyle 30~\mathrm {dB} }، بصرف النظر عما إذا كنا نستخدم القدر أم مطال الجهد في تعيين الديسيبل، مع العلم بأن نسبة قدرتين هي النسبة بين «مربع» المطالين.
- ويمكن أن تصغر القدرة وتصبح أقل من القدرة الأصلية. ولحساب مثلا 1 مللي واط بالنسبة إلى 10 واط بالديسيبل، فنضع المعادلة كالآتي:

{\displaystyle G_{\mathrm {dB} }=10\log _{10}{\bigg (}{\frac {0.001~\mathrm {W} }{10~\mathrm {W} }}{\bigg )}\equiv -40~\mathrm {dB} \,}
هذا يحدث مثلا عندما تكون ساكنا بعيدا عن هوائي محطة الإذاعة وتريد سماع الراديو، حيث تقل القدرة بتزايد المسافة.

## لماذا نستخدم الديسيبل؟
ابتكر الديسيبل لأن طبيعة اللوغاريتمات تجعل مقارنة أعداد كبيرة بأعداد صغيرة جدا من السهل تصورها. فمثلا 120 ديسيبل في الصوت أقرب للتصور عن القول «ألف مليار ضعف للحد الأدنى للسمع» (أنظر أسفله: 120 ديسيبل في الصوت يتلف الأذن).
كما نستخدمه في حسابات الهندسة الكهربائية: نستخدم عدة من مضخمات إلكترونية موصولة على التوالي لتكبير القدرة الكهربائية - يحدث ذلك في دائرة الراديو ودائرة التلفاز ودائرة الهاتف المحمول، وغيرها. وحساب التضخيم الناتج عن طريق جمع الديسيبلات أسهل من ضرب «معاملات التضخيم» بعضها ببعض؛ إذ أن
(log(A × B × C) = log(A) + log(B) + log(C.
عمليا، نعرف أن 1 ديسيبل معناه كسب في القدرة مقداره 26%، و 3 dB تعادل 2× القدرة، و 10 dB تعادل 10× القدرة الأصلية، ومنها نستطيع بسهولة معرفة الكسب النهائي للقدرة بواسطة «جمع» الديسيبل، بدلا من عمليات «ضرب» معاملات التضخيم.
فعلى سبيل المثال: 
نفترض أن لدينا مضخم إلكتروني متكون من ثلاثة مراحل على التوالي، تضخيم المرحلة الأولى 10 dB، والمرحلة الثانية 8 dB، والثالثة 7 dB على التوالي، فيكون الكسب النهائي 25 ديسيبل.
ونريد الآن معرفة التضخيم.
نقوم بحسابها بتحليل 25 ديسيبل إلى الأعداد المعروفة لدينا 10، 3، و1dB، كالآتي:
{\displaystyle 25~\mathrm {dB} =10~\mathrm {dB} +10~\mathrm {dB} +3~\mathrm {dB} +1~\mathrm {dB} +1~\mathrm {dB} }
فإذا كانت القدرة الأصلية الداخلة 1 واط فتكون القدرة الخارجة:
{\displaystyle 1~\mathrm {W} \times 10\times 10\times 2\times 1.26\times 1.26\approx 317.5...~\mathrm {W} }
نجد أن القدرة الخارجة كبرت إلى نحو 5و317 واط.
ملحوظة: تلك النتيجة تكون مقربة طفيفا، ولحسابها بدقة نستخدم المعادلة (2) أعلاه:
{\displaystyle P_{1}=10^{\frac {L_{\mathrm {dB} }}{10}}P_{0}\,}.
{\displaystyle 1~\mathrm {W} \times 10^{\frac {25~\mathrm {dB} }{10}}=316.2...~\mathrm {W} }
هذه هي النتيجة الدقيقة.
- وفي الواقع فإن حساسية العين للضوء وحساسية الأذن للصوت تتغير تقريبا مع لوغاريتم تغير شدة الضوء وشدة الصوت، ولذلك ابتكر قانون فيبر-فيشنر، بغرض جعل الديسيبل مقياسا لتغير شدة تلك الظواهر الطبيعية.

## شدة الموجات الصوتية
نعرف شدة الموجة الصوتية بأنها الطاقة التي تحملها الموجة في الثانية عبر وحدة المساحات العمودية على اتجاه انتشار الموجة. وحيث أن الشدة هي كمية الطاقة في الثانية، إذن شدة الصوت هي القدرة المارة خلال وحدة مساحات عمودية على اتجاه انتشار الموجة. تقاس وحدة شدة الصوت بالواط لكل متر مربع. كما تستخدم وحدة ديسيبل للتعبير عن شدة الصوت، حيث أن الديسيبل يسهّل مقارنة أعداد كبيرة جدا بأعداد صغيرة جدا، حيث تتغير شدة الصوت تغيرات كبيرة بين الهمس والضوضاء، وكلها يمكن أن تسمعها الأذن. بالنسبة للصوت: شدة الصوت العادية تكون عند 60 ديسيبل، وابتداء من ديسيبل 90 فصاعدا تصاب الأذن بضرر إذا تعرضت لصوت بهذه الشدة لفترة طويلة. (هذا هام لمستمعي الموسيقى والأغاني بصوت عالي أو بواسطة سماعات الأذن. يجب ألا يديروا التضخيم إلى نهايته العظمى، بل عليهم سماع الموسيقى بصوت معقول).
يوضح الجدول التالي شدة بعض الأصوات (وحدة الديسيبل dB):
| نوع الصوت                                  | شدة الصوت w\m2 | مستوى شدة الصوت dB |
| ------------------------------------------ | -------------- | ------------------ |
| الصوت المسبب للألم (طائرة نفاثة فوق الرأس) | 1              | 120                |
| طائرة عند الإقلاع*                         | 10−2           | 100                |
| ثقّابة الصخور التي تعمل بالهواء المضغوط     | 10−3           | 90                 |
| صوت دراجة نارية *                          | 10−4           | 80                 |
| طريق كثيف بالمرور*                         | 10−5           | 70                 |
| التخاطب العادي* (أو صوت ماكينة الخياطة)*   | 10−6           | 60                 |
| الهمس المتوسط الارتفاع*                    | 10−10          | 20                 |
| حفيف الشجر*                                | 10−11          | 10                 |
| الصوت المسموع بالكاد                       | 10−12          | 0                  |

- عندما يكون الشخص قريباً من مصدر الصوت
  - كلما زاد الديسيبل بمقدار 10 زادت شدة الصوت عشرة أضعاف.
    - التعرض لديسيبل في الصوت أعلى من 90 ديسيبل لفترة طويلة تعرض السمع عند الإنسان بضرر دائم.

للتعبير عن طريقة استجابة الإذن للأصوات بطريقة أفضل يُستخدم عادةً مقياس شدة الصوت، أو مقياس الديسيبل، المبني على قوى الرقم 10.
ويمكن أن نلاحظ في مقياس الديسيبل أن الحد الأدنى لشدة الصوت المسموع بالكاد للإذن المتوسطة أي
({\displaystyle 10^{-12}W/m^{2}}) هو الصفر في مقياس الديسيبل. وكلما ازداد الديسيبل بمقدار 10 dB زادت شدة الصوت بمقدار عشرة أضعاف. وقد وجد أن الإذن تحكم على الأصوات طبقاً لمقياس الديسيبل، أي أن حاسة السمع لدى الإنسان تقيس الصوت بطريقة لوغاريتمية.
إذا زادت الصوت عن 90 ديسيبل فإن هذا يتسبب في قطم خلايا السمع، وهي لا تتجدد. فإذا تعرض الإنسان إلى أصوات عالية فوق 90 dB لمدة طويلة فسيفقد السمع رويدا رويدا. لهذا نجد الحفارين العاملين على حفارات كهربائية يحمون آذانهم بواسطة مهدئات للصوت (ما يشبه السماعات). وكذلك يفعل مرشدو الطائرات على أرض المطارات قبل إقلاعها، فهم أيضا يلبسون مهدئات للصوت على آذانهم لحماية سمعهم.

## في الإلكترونيات

عرض تخطيطي يبين العلاقة بين ديسيبل الجهد dBu لمصدر كهربائي والقدرة الناتجة ومقدارها 1 فولت في مقاومة مقدارها 600 أوم (ديسيبل القدرة dBm كطاقة متبددة كحرارة في المقاومة 600Ω).

في الإلكترونيات، زيادة القدرة (بالواط) إلى الضعف يعني زيادة 3 ديسيبل. وانخفاض القدرة إلى النصف تعادل -3 ديسيبل.
تغير القدرة إلى النصف يعادل تغير بمقدار 3 dB، ذلك لأن:
{\displaystyle \log _{10}2=0.3010...\approx 0.3,}
وبالتالي:
{\displaystyle 10\log _{10}2=3.010...\approx 3;}
معنى ذلك أنه إذا زادت القدرة بمقدار الضعف زاد الديسيبل بمقدار 3 dB.
ويعرف مقياس الديسيبل لأي نسبة r بالمعادلة:
{\displaystyle 10\log _{10}r}
والنتيجة تكون بالديسيبل. أي أن على سبيل المثال، يكون الكسب الكهربائي Gain عند مضاعفة القدرة power:
{\displaystyle G_{\mathrm {dB} }=10\log _{10}{\bigg (}{\frac {2~\mathrm {W} }{1~\mathrm {W} }}{\bigg )}\equiv 3~\mathrm {dB} \,}
ادناه جدول يلخص بعض الحالات الشائعة:
| مستوى الديسيبل | الطاقة                                    | ملاحظات |
| -------------- | ----------------------------------------- | --- |
| 80 ديسيبل      | 100 كيلوواط                               | إرسال محطة إذاعة اف ام بمدى 50 كيلومتر |
| 60 ديسيبل      | 1 كيلو واط = 1000 واط                     | الطاقة المجتمعة للترددات اللاسلكية المنبعثة في فرن ميكروويف |
| 50 ديسيبل      | 100 واط                                   | الاشعاع الحراري النموذجي المنبعث من الجسم البشري |
| 40 ديسيبل      | 10 واط                                    | |
| 36 ديسيبل      | 4 واط                                     | أقصى إنتاج للطاقة مرخص لإذاعة مواطنين (27 ميجاهيرتز) في العديد من البلدان |
| 33 ديسيبل      | 2 واط                                     | أقصى خرج من النظام العالمي للاتصالات المتنقلة / للجيل الثالث من هاتف محمول (العبرة هنا ليست شدة الصوت وإنما الطاقة الكهرومغناطيسية الصادرة من المحمول عند المخاطبة، حيث تؤثر على الدماغ وسلامته). |
| 30 ديسيبل      | 1 واط = 1000 ميلي واط                     | تسرب الترددات اللاسلكية النموذجي من فرن الميكروويف - أقصى إنتاج للطاقة لنظم التحكم الموزعة 1800 ميجاهرتز للتليفون المحمول، أقصى خرج من جي اس ام من التليفون المحمول 1800/1900                     |
| 27 ديسيبل      | 500 ميلي واط                              | أقصى طاقة بث لهاتف الخلوي تنتج من UMTS/3G - هاتف محمول (الطاقة من الفئة 2 من الهواتف) |
| 26 ديسيبل      | 400 ميلي واط                              | |
| 25 ديسيبل      | 316 مللي واط                              | |
| 24 ديسيبل      | 250 ميلي واط                              | الحد الأقصى لإنتاج UMTS/3G من الهاتف المحمول (الطاقة من الفئة 3 من الهواتف) |
| 23 ديسيبل      | 200 ميللي واط                             | |
| 22 ديسيبل      | 160 ميللي واط                             | |
| 21 ديسيبل      | 125 مللي واط                              | الحد الأقصى لإنتاج UMTS/3G من الهاتف النقال (الطاقة من الفئة 4 من الهواتف النقالة) |
| 20 ديسيبل      | 100 ميللي واط                             | إرسال البلوتوث فئة 1، مدى 100 متر (أقصى طاقة منتجة من إرسال متردد التغير غير مرخص). نموذجي لاسلكي لنقل الطاقة.                                                                                    |
| 15 ديسيبل      | 32 مللي واط                               | طاقة انتقال الواي فاي النموذجية في أجهزة الكمبيوتر المحمولة. |
| 10 ديسيبل      | 10 مللي واط                               | |
| 6 ديسيبل       | 4.0 مللي واط                              | |
| 5 ديسيبل       | 3.2 مللي واط                              | |
| 4 ديسيبل       | 2.5 ميلي واط                              | البلوتوث اللاسلكي فئة 2، مدى 10 متر |
| 3 ديسيبل       | 2.0 مللي واط                              | بمزيد من الدقة (إلى 8 خانات عشرية) 1.9952623 واط |
| 2 ديسيبل       | 1.6 مللي واط                              | |
| 1 ديسيبل       | 1.3 مللي واط                              | |
| 0 ديسيبل       | 1.0 مللي واط = 1000 μW                    | مقياس البلوتوث اللاسلكي (فئة 3)، مدى 1 متر |
| -1 ديسيبل      | 794 μW                                    | |
| -3 ديسيبل      | 501 μW                                    | |
| -5 ديسيبل      | 316 μW                                    | |
| -10 ديسيبل     | 100 μW                                    | أقصى استقبال قياسي لإشارة الطاقة (-10 إلى -30 ديسيبل) من الشبكة اللاسلكية |
| -20 ديسيبل     | 10 μW                                     | |
| -30 ديسيبل     | 1.0 μW = 1000 شمال غرب                    | |
| -40 ديسيبل     | الوزن الصافي 100                          | |
| -50 ديسيبل     | الوزن الصافي 10                           | |
| -60 ديسيبل     | 1.0 شمال غرب = 1000 الأسبق                | الأرض تتلقى واحد نانو وات لكل متر مربع من حجم +3.5 نجم |
| -70 ديسيبل     | 100 الأسبق                                | مجموعة نموذجية (-60 إلى -80 ديسيبل) من استقبال إشارة الطاقة اللاسلكية (802.11x) عبر الشبكة |
| -80 ديسيبل     | 10 الأسبق                                 | |
| -100 ديسيبل    | 0.1 الأسبق                                | |
| -111 ديسيبل    | 0.008 الأسبق = 8 مهاجم                    | ارضية الضوضاء الحرارية لنظام تحديد المواقع التجارية عبر قناة واحدة لإشارة النطاق الترددي (2 ميغاهرتز)                                                                                             |
| -127.5 ديسيبل  | 0.178 مهاجم فصيل عبد الواحد = 178         | إشارة الطاقة النموذجية التي استُقبلت من الأقمار الصناعية لتحديد المواقع |
| -174 ديسيبل    | 0.004 فصيل عبد الواحد = 4 المتعلقة بالمرض | ارضية الضوضاء الحرارية ل1 هرتز نطاق ترددي في درجة حرارة الغرفة (20 درجة مئوية) |
| -192.5 ديسيبل  | 0.056 المتعلقة بالمرض = 56 روحي           | ارضية الضوضاء الحرارية ل1 هرتز نطاق ترددي في الفضاء الخارجي (4 كلفن |
| -- ∞ ديسيبل    | 0 ث                                       | الطاقة صفر ليس تعبيراً جيداً في ديسيبل (القيمة هي لانهاية سالبة) |

ويمكن أن كثافة إشارة (الطاقة الساقطة على وحدة المساحة) يمكن تحويلها إلى إشارة طاقة مُستقبلة بالضرب في مربع الطول الموجي والقسمة على 4π.
الـ dBm ليست جزءا من النظام الدولي للوحدات، وبالتالي لا يشجع على استعمالها في الوثائق أو النظم التي تلتزم بوحدات النظام الدولي (المطبق في وحدة النظام الدولي هو واط).
التعبير في ديسيبل عادة ما يستخدم لقياسات الطاقة الضوئية والكهربائية، وليس بالنسبة للأنواع الأخرى من الطاقة (مثل الحرارية).

## مثال عن الكسب الكهربائي
إذا افترضنا مضخم إلكتروني تبلغ ممانعة المدخل فيه 50 أوم وهو محمل بمقاومة 50 أوم. فإذا كان جهد المدخل ({\displaystyle V_{\mathrm {in} }}) 1 فولط، وكان الجهد عند المخرج ({\displaystyle V_{\mathrm {out} }}) يبلغ 10 فولط. فما هو معدل تضخيم الجهد وتضخيم القدرة (الكسب)؟
الحل:
- تضخيم الجهد هو:

{\displaystyle {\frac {V_{\mathrm {out} }}{V_{\mathrm {in} }}}={\frac {10}{1}}=10\ \mathrm {V/V} .}
الوحدات المستخدمة هي فولط/ فولط، وهذا يوضح أن الكسب هنا كسب في الجهد Voltage.
- باستخدام المعادلة الخاصة بالقدرة P = V2/R، نحصل على التضخيم في القدرة الكهربائية power:

{\displaystyle {\frac {V_{\mathrm {out} }^{2}/50}{V_{\mathrm {in} }^{2}/50}}={\frac {V_{\mathrm {out} }^{2}}{V_{\mathrm {in} }^{2}}}={\frac {10^{2}}{1^{2}}}=100\ \mathrm {W/W} .}
وهنا أيضا نجد وحدات متماثلة وهي واط/واط.
ويعبر عن الكسب في القدرة بالديسيبل، حيث يمكن للكسب التضخم عدة مئات المرات أو حتى آلاف المرات، إذن:
{\displaystyle G_{dB}=10\log G_{W/W}=10\log 100=10\times 2=20\ \mathrm {dB} .}
أي أن تضخم القدرة بمقدار 100 مرة تعادل تغير الديسيبل بمقدار 20 ديسيبل.
- عندما يكون الكسب مساويا 1 (أي 0 ديسيبل) يكون جهد المخرج مساويا لجهد المدخل عند ثبات المعاوقة.

يرمز للكسب بالرمز G، وهو من كلمة Gain.

## في حالة الرؤية
تحس العين سطوع الضوء بطريقة لوغاريتمية عبر نطاق واسع لشدة الضوء. كذلك ابتكر نظام القدر الظاهري «لوغاريتمي» للتميز بين سطوع النجوم .
وقد ابتكر هذا النظام منذ القديم في عام 150 قبل الميلاد لتصنيف سطوع النجوم، وقام به الإغريقي هيبارغوس. وصنف النجوم التي يراها بحسب شدة سطوعها غبتداء من 1، وهو أشد النجوم لمعانا، وينتهي بالرقم 6 لأضعفها لمعانا، وقد قام العلماء فيما بعد بتوسيع هذا التدرج.
إن زيادة في القدر بمقدار 5 يعني انخفاض لمعان إلى نحو 100 مرة .
وقد قام بعض العلماء بصياغة تلك الحاسة في معادلات رياضية تصفها.

## احصائية عام 2014
فوضت المجموعة الأوروبية ألمانيا لحصر تعرض الناس للاصوات العالية في حياتهم اليومية . وكانت النتيجة كالآتي بالنسبة لعدد ساعات تعرض الناس لأصوات شديدة أعلى من 85 dB:
- 85 ديسيبل: 40 ساعة
- 91 ديسيبل: 20 ساعة
- 96 ديسيبل: 3 ساعات
- 101 ديسيبل: 1 ساعة
- 104 ديسيبل: 30 دقيقة
- 109 ديسيبل: 10 دقائق
- 112 ديسيبل:5 دقائق

هذه الارقام في كل أسبوع .(*)